# Уничтожитель казарм
«Уничтожитель казарм» (англ. Barrack buster) — собирательное название импровизированных миномётов (чаще калибра 320 мм) типов Mk1 — Mk 16, использовавшихся частями Временной Ирландской республиканской армии.
Первый «уничтожитель», именовавшийся британскими спецслужбами Mark 15 mortar, представлял собой метровый цилиндр диаметром 360 мм от бытового баллона с пропаном, начинённый примерно 70 кг самодельной взрывчатки. Дальность стрельбы составляла от 75 до 275 метров. Цилиндр представлял собой переделанный бытовой газовый баллон марки Kosangas, использовавшийся сельскими жителями Ирландии.
Впервые применён 7 декабря 1992 во время атаки на военную базу в Баллиголи (графство Тирон, Северная Ирландия). Во время атаки пострадал сотрудник Королевской полиции Ольстера. Ущерб был значительно снижен по причине того, что снаряд взорвался, попав в дерево.

## Типы миномётов
- Mark 1 (1972): состоял из ствола-медной трубки калибром 50 мм, использовал снаряды с пластичной взрывчаткой массой в 10 унций (260 грамм). Зарядом служил винтовочный патрон калибра .303, детонатором патрон калибра .22[4]. Впервые задействован в мае 1972 года.
- Mark 2 (1972-73): длина 20 см, калибр 57 мм. Масса взрывчатого вещества — 2 фунта (0,9 кг). Детонатором служил ружейный патрон 12 калибра[4]. Впервые был применён 10 декабря 1972 в Форт-Монах (округ Тёрф-Лодж Белфаста)[5].
- Mark 3 (1973-74): миномёт калибром 60 мм с кольцом на плите, дальность стрельбы 260 ярдов (~240 м). Заряд был изготовлен из сухой ветоши, смешанной с хлоратом натрия. Взрывчатое вещество на основе нитрата аммония. Снаряд мог быть начинён мелкими поражающими деталями. Миномёт применялся в нападении на Крэгган-Кэмп (графство Лондондерри) и казармы Лайзанелли (Ома) в 1973 году[6]. Не отличался высокой надёжностью: при попытке обстрела полицейского участка от разрыва погибли двое боевиков ИРА.
- Mark 4 (1974): основан на модели Mark 3, за счёт применения увеличенного заряда отличался дальностью стрельбы до 400 ярдов (~365 м). Бомба была начинена одним фунтом (0,45 кг) взрывчатой смеси на основе нитрата аммония с добавлением алюминиевой пудры. Единственная атака произведена 22 февраля 1974 на базу в Стрэбэйне (графство Тирон)[6].
- Mark 5 (1974): изготовлялся в Кашендэлле (графство Антрим), не применялся в бою. Склад с миномётами подобного типа был обнаружен спецслужбами в 1974 году[7].
- Mark 6 (1974-94): калибр 60 мм, дальность стрельбы 1200 ярдов (~1,1 км), с подставкой в виде двуножника и плиты. В состав выстрела входили два патрона .22: один воспламенял заряд из самодельного пороха, а второй служил детонатором для боеголовки, снаряжённой тремя фунтами (~1,4 кг) пластической взрывчатки Семтекс. Снаряд считался одним из самых опасных видов и мог использоваться даже как граната: подобная самодельная граната однажды угодила в БТР в Белфасте с Дивис-Тауэр и своим взрывом привела к небольшим разрушениям[8]. В марте 1994 года боевики ИРА использовали миномёт для обстрела аэропорта Хитроу. Есть данные и о дальнейшем применении миномёта подобного типа[9].
- Mark 7 (1976): Mark 6 с удлинённым стволом.
- Mark 8 (1976): Mark 6 со стволом, удлинённым до 4 футов (~1,2 м).
- Mark 9 (1976-?): стрелял минами, изготовленными из укороченных газовых баллонов[8].
- Mark 10 (1979-94): масса взрывчатого вещества от 20 до 100 кг. В Ньютаунхэмильтоне 19 марта 1979 от снаряда, выпущенного из этого миномёта, погиб британский солдат. Подобный миномёт разрабатывался для обстрела полицейских участков и военных баз, был задействован в битве за казармы Ньюри (один из девяти выпущенных снарядов привёл к гибели девяти полицейских и ранению 37, остальные ушли «в молоко»). Обстрел мог вестись непосредственно из микроавтобусов, зачастую группы таких миномётов задействовались в акциях ИРА[10]. 7 февраля 1991 батарея из трёх таких миномётов, используя в качестве взрывчатки смесь аммиачной селитры и нитробензола под названием «Энни», обстреляла Даунинг-Стрит, пытаясь уничтожить премьер-министра Джона Мейджора, который поддержал военное вмешательство США в войну в Персидском заливе[11]. Позднее заменён миномётом Mark 15.
- Mark 11 (1982-?): дальность стрельбы 550 ярдов (~ 500 м)[11]. 13 мая 1989 из этого миномёта был обстрелян блокпост в Глассдраммане.
- Mark 12 (1985-?): стрелял горизонтально, использовался фактически как противотанковый гранатомёт. Взрывчатка: 40 унций (1,1 кг) семтекса и тротила. Назывался «импровизированным гранатомётом» (англ. Improvised Projected Grenade)[12]. Успешно применялся в 1991 и 1992 годах.
- Mark 13 (1990-?): надкалиберный миномёт. Как правило устанавливался в кузова автомобиля[1].
- Mark 14 (1992-?)
- Mark 15 (1992-?): самый известный миномёт, получивший прозвище «уничтожитель казарм». По словам боевиков ИРА, был их стандартным артиллерийским орудием, а эффекты его атаки напоминали эффекты «взлетевшего на воздух автомобиля». Калибр: 320 мм, взрывчатка от 80 до 100 кг массой, дальность стрельбы до 250 м. Мог использоваться в группе и применяться как РСЗО: 12 таких миномётов 9 октября 1993 обстреляли базу британских войск в Килкиле[10][13]. Из этих миномётов были сбиты два вертолёта: Westland Lynx и Aérospatiale Puma между мартом и июлем 1994 года в Южном Арма. По версии Тоби Харндена, уничтожение вертолёта Lynx стало самой удачной атакой ИРА против авиации[14]. Ствол миномёта обычно крепился к гидравлическому подъёмнику, который затем трактором доставляли на позицию для стрельбы[15].
- Mark 16 (1991-?): ручной противотанковый гранатомёт, успешно использовавшийся в 11 атаках[15] с конца 1993 по начало 1994[16]. Назывался «импровизированным безоткатным гранатомётом» (англ. Projected Recoilless Improvised Grenade). Кумулятивный снаряд изготавливался из однофунтовой консервной банки, наполненной 600 граммами семтекса[17].

### Стратегическое значение
После повышения численности британского контингента в Северной Ирландии с 9 тысяч в 1985 году до 10 с половиной тысяч в 1992 году производство миномётов усилилось и превратило эти импровизированные артиллерийские орудия в комбинации с пулемётами в мощное оружие, что вынудило британцев строить блокпосты ещё дальше от границы в 1992 году.

## Использование другими группировками
- В 2000-е годы Подлинная Ирландская республиканская армия заимствовала эти миномёты, развивая свои модели оружия[20].
- Аналогичная технология используется для создания миномётов в колумбийской группировке ФАРК и баскской группировке ЭТА[21].
- В августе 2001 года партия подобных миномётов была конфискована после ареста трёх боевиков ИРА — Нила Коннолли, Джеймса Монахана и Мартина Маккоули, которых колумбийское правительство и Палата представителей США по международным отношениям обвиняли в помощи повстанцам[22].

## На сленге
На сленге жителей Белфаста так называют трёхлитровую бутылку недорогого сидра.

## Примеры применения
- Обстрел здания на Даунинг-стрит, 10
- Битва в казармах Ньюри
- Падение вертолёта Lynx в Кроссмэглене